# Artéské studny v Paříži

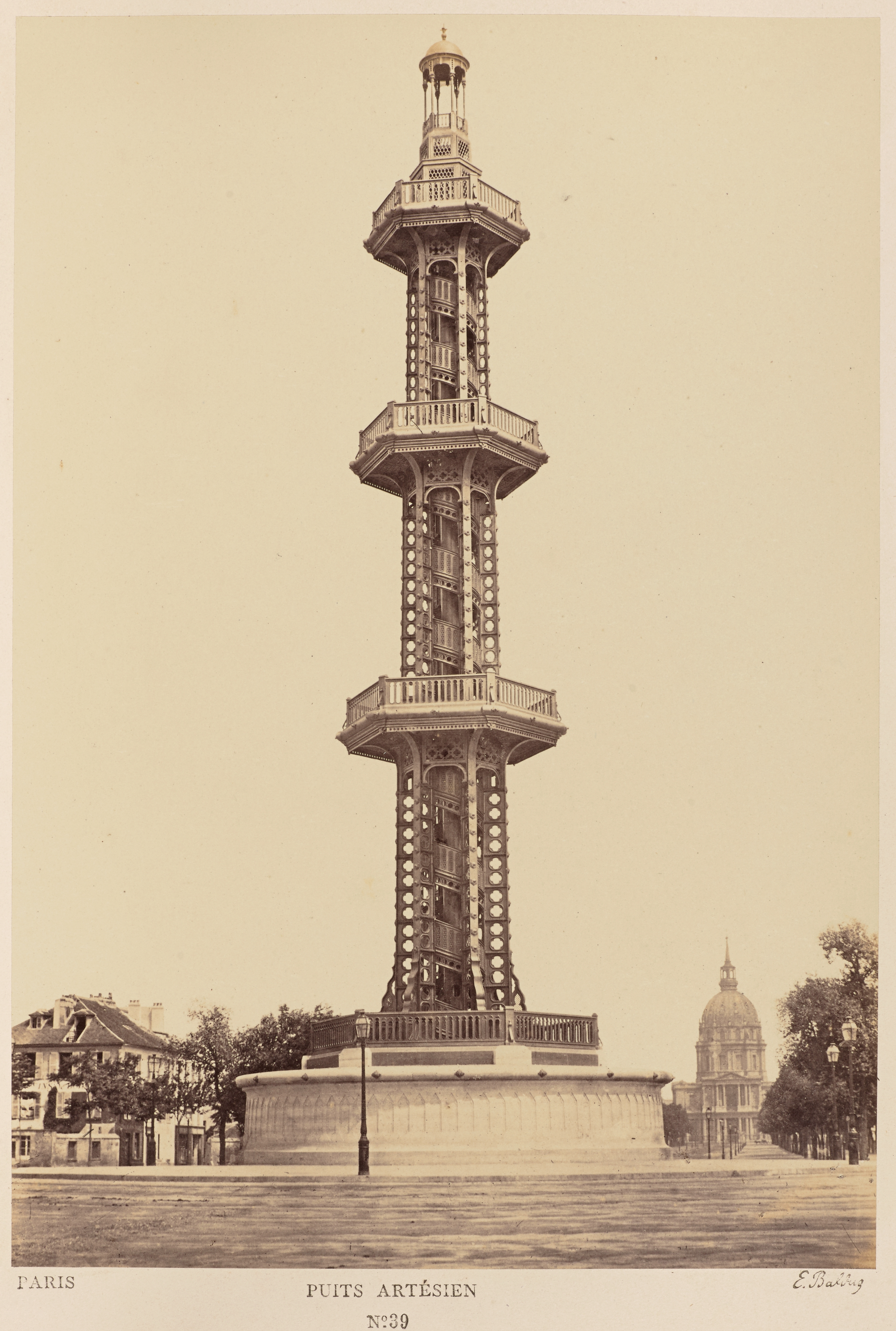
Původní studna v Grenelle (1864–1903), fotograf Édouard Baldus

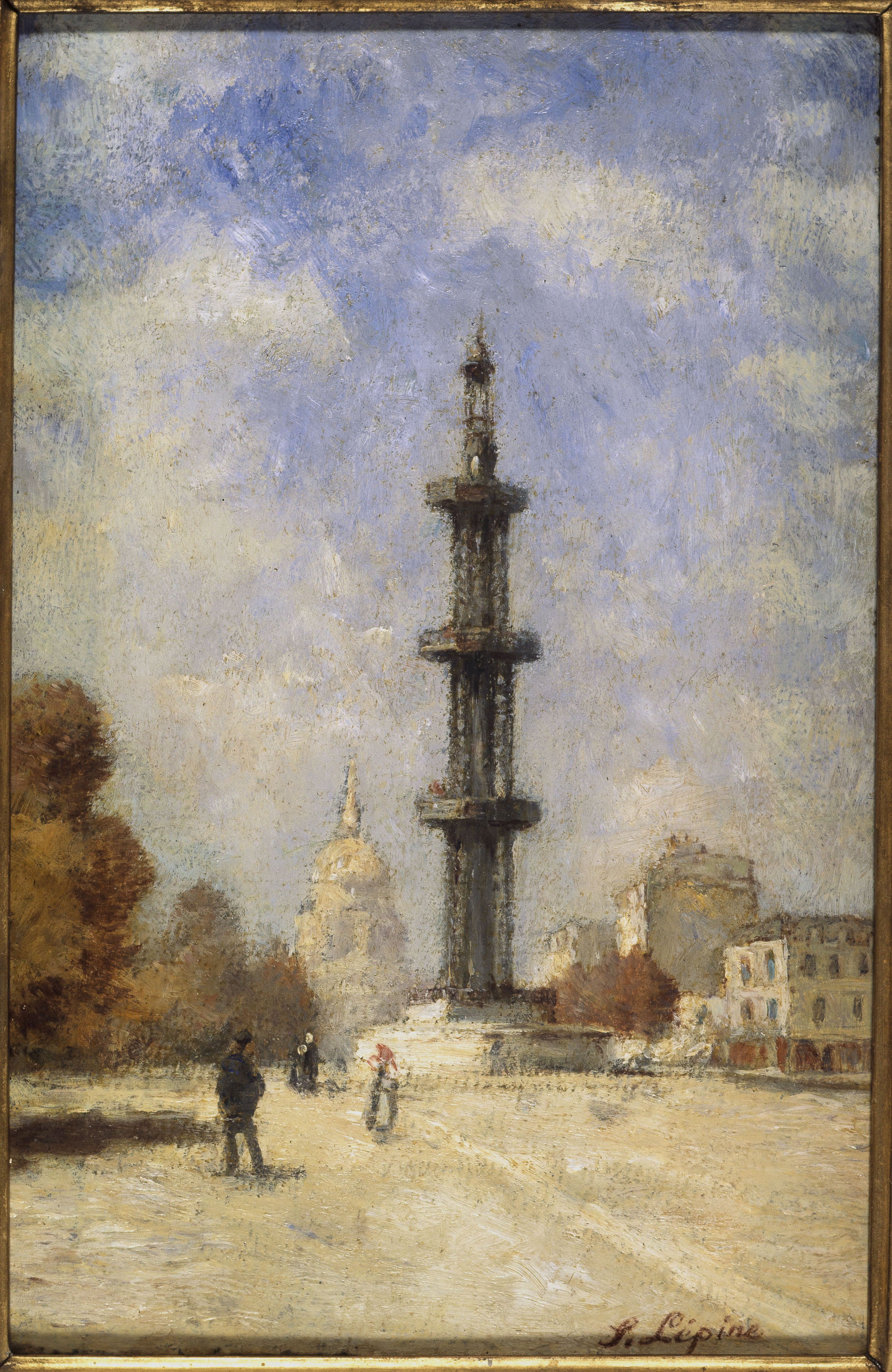
Původní studna v Grenelle (1864–1903), malíř Stanislas Lépine (Musée Carnavalet)

Artéské studny v Paříži (francouzsky Puits artésiens de Paris) byl systém pro čerpání artéské vody vybudovaný v 19. století pro zásobování pitné vody pro pařížské obyvatelstvo. Od 2. poloviny 20. století se využívají též jako zdroje geotermální energie.

## Historie
Grenelle
Podnikatel Louis-Georges Mulot (1792–1872) navrtal první artéskou studnu v Paříži v letech 1833–1841 na popud fyzika Françoise Araga. Studna byla hluboká 548 m a její výstup na Avenue de Breteuil vyznačovala v letech 1858–1903 třípatrová litinová věž vysoká 43 m. V roce 1857 ji navrhl inženýr Hippolyte Delaperche (1814–1901) a v roce 1904 ji nahradila socha Louise Pasteura od sochaře Alexandra Falguièra (1831–1900). V témže roce byla na malém náměstí Place Georges-Mulot na křižovatce ulic Valentin-Haüy a Rue Bouchut zřízena nová studna Grenelle.
Passy
Vrtání této druhé artéské studny v Paříži provedl v roce 1855 saský podnikatel Kind z iniciativy inženýra Alphanda. Zvodně bylo nakonec dosaženo roku 1861 v hloubce 586 m. Voda se používala hlavně k zásobování řek a jezer nově založeného Bois de Boulogne.
Place Hébert
Tato třetí artéská studna se nachází poblíž fontány na Square de la Madone v 18. obvodu. Vrt začal v roce 1863, ale byl dokončen až v roce 1891. Zvodněné vrstvy se totiž nalézají až v hloubce 718 m. Voda o teplotě 30° C napájela plovárnu Hébert, otevřenou v roce 1893.
Butte-aux-Cailles
Přípravné práce začaly v roce 1863, ale před dokončením v roce 1872 byly přerušeny. Vrt byl proto dokončen až v roce 1904 v hloubce 582 m. Voda byla přiváděna do plovárny Butte-aux-Cailles otevřené roku 1924. Od renovace v roce 1999 slouží nová kašna na Place Paul-Verlaine.
Rafinerie Say
V roce 1869 byla vyhloubena studna pro cukrovar, který se nacházel ve 13. obvodu mezi Boulevardem de la Gare, Rue Nationale a Rue du Château-des-Rentiers. Vrt byl hluboký 580 m. Pokles vydatnosti vedl společnost Say k vyvrtání druhé studny východně od první. Hloubení začalo 31. května 1933 a skončilo v říjnu téhož roku v hloubce 621 metrů. Zařízení bylo opuštěno v roce 1976, kdy byl prostor přestavěn.
Blomet
Tato studna umístěná v 15. obvodu je hluboká 587 m a byla vyhloubena v roce 1929 při stavbě plovárny Blomet. aby dodávala horkou vodu pro nový veřejný bazén. V roce 1960 po rekonstrukci bazénu však bylo napájení z artéské studny zrušeno.
Maison de la Radio
Vrtání artéských studní pro geotermální energii se rozvíjelo od konce 50. let 20. století. Od svého otevření v roce 1964 je budova Maison de la Radio v 16. obvodu vyhřívána vodou o teplotě 27° C z artéské studně v hloubce 550 metrů.

## Artéské studny v okolí Paříže
Artéskou studnu v Épinay-sur-Seine nechal v roce 1833 vyvrtat Louis-Georges Mulot.
Carrières-sous-Poissy
Artéskou studnu v Carrières-sous-Poissy vyhloubil na Place Saint-Blaise v roce 1902 inženýr Lippmann, aby zajišťovala pitnou vodu pro obec. Voda vytryskla v roce 1905 z hloubky 501 m. Voda o teplotě 26° C se používala i ve dvou obecních prádelnách. V roce 1933 ji doplnila další artéská studna na ostrově Migneaux.
Vaudoy-en-Brie
Artéská studna ve Vaudoy-en-Brie je známá pod názvem fontána Saint-Médard.
Orsay
Artéská studna v Orsay byla vyhloubena roku 1931 a nachází se mezi jezerem Mail a tratí RER B.
Bobigny
Východní železniční společnost měla vrt hluboký téměř 900 metrů pro zásobování vodárenské věže v Noisy-le-Sec, Pantin a Ourcq určenou pro lokomotivy a parní vozy.

## Geotermální energie v Pařížské pánvi
V roce 1969 bylo v okolí Melunu vybudováno dostatečné množství geotermálních zařízení k vytápění 5000 domů. V 80. letech 20. století bylo dokončeno 70 projektů geotermálního vytápění v Pařížské pánvi a také v Akvitánské pánvi. Od té doby se v Paříži a jejím okolí vznikly další podobné projekty.

## Funkční studny v Paříži
Ve správě společnosti Eau de Paris se nacházejí tři stále fungující zdroje pitné vody z artéských studní:
- Fontána na Square Lamartine (1861, obnovená 1994) v 16. obvodu
- Fontána na Square de la Madone (1867, obnovená 2000) v 18. obvodu
- Fontána na Place Paul-Verlaine (1904, obnovená 1999) ve 13. obvodu